# Radio Kraków
Radio Kraków (Radio Kraków Małopolska) – jedna z siedemnastu samodzielnych rozgłośni Polskiego Radia (zob. Audytorium 17), nadająca całodobowy program regionalny na teren województwa małopolskiego.
Siedziba rozgłośni mieści się w okrągłym budynku przy al. J. Słowackiego 22 w Krakowie. Oprócz studiów emisyjnych i newsroomu, znajdują się tam m.in. studia nagraniowe. Radio Kraków posiada sieć stałych korespondentów w Chrzanowie, Gorlicach, Nowym Sączu, Tarnowie i Zakopanem.

## Historia
Rozgłośnia Polskiego Radia w Krakowie jako druga w Polsce, po Warszawie, rozpoczęła emisję programów 15 lutego 1927 na fali 422 m, a później 566 m. Pierwsza transmisja hejnału z wieży Mariackiej odbyła się 16 kwietnia 1927. 16 marca 1930 Radio Kraków transmitowało pierwszą mszę z Katedry na Wawelu. Rozgłośnia w Krakowie zasłynęła również z transmisji z boiska piłkarskiego (mecz pomiędzy drużynami Cracovii i Wisły, rozegrany 22 września 1929).
Pierwszym dyrektorem stacji był Bronisław Winiarz, pełnił tę funkcję od początku powstania rozgłośni do wybuchu wojny w 1939.
W 1993 rozgłośnia przekształcona została w jednoosobową spółkę skarbu państwa o nazwie Radio Kraków SA, uzyskując samodzielność finansową i programową.
29 grudnia 2023 postawiona w stan likwidacji, a likwidatorem został Marcin Pulit.

## Częstotliwości nadajników analogowych
- 87,6 MHz – RTON Luboń Wielki
- 90,0 MHz – RTON Przehyba
- 97,4 MHz – Gorlice / komin EC Glinik
- 98,8 MHz – Andrychów / Wieża ciśnień
- 100,0 MHz – RTON Gubałówka
- 101,0 MHz – RTON Góra św. Marcina
- 101,6 MHz – RTCN Chorągwica
- 102,1 MHz – TSR Jaworzyna Krynicka

## Słuchalność
Według badania Radio Track (wykonane przez Millward Brown SMG/KRC) za okres grudzień-maj 2021/2022, wskaźnik udziału w rynku słuchalności Polskiego Radia Kraków wyniósł 4,5 proc., co dało tej stacji 7. pozycję w krakowskim rynku radiowym.

## Rozszczepienia sygnału
Radio Kraków rozszczepia swój sygnał na dwa sposoby. Poza lokalnymi serwisami informacyjnymi uzupełniającymi sygnał stacji z nadajników analogowych w Przehybie i Tarnowie różne audycje mogą być emitowane poprzez nadajniki analogowe i system DAB+, z czego stacja korzysta, emitując transmisje z wydarzeń sportowych wyłącznie cyfrowo w ramach pasma Radio Kraków Transmisje. Wszystkich wersji programu można także słuchać przez internet.

## Odbiór cyfrowy
Od 2015 roku rozgłośni można słuchać na radioodbiornikach  naziemnej radiofonii cyfrowej DAB+. W tym systemie można także słuchać drugiej anteny Radia, OFF Radia Kraków.

## Studio im. Romany Bobrowskiej
W gmachu Radia Kraków mieszczą się nowoczesne studia koncertowo-nagraniowe, w których występowali, bądź też nagrywali m.in. tacy wykonawcy jak: Leszek Możdżer, Nigel Kennedy, Grzegorz Turnau, Jarosław Śmietana, czy też zespół Myslovitz. W studiach nagrywane są zarówno utwory kameralne jak i wielkie formy muzyczne – od klasyki do rocka, muzyki filmowej i teatralnej. Studio imienia Romany Bobrowskiej to sala koncertowa o powierzchni 200 metrów kwadratowych i kubaturze 1500 metrów sześciennych wraz z reżyserką  oraz Studia nagraniowe S-4 o powierzchni 100 metrów kw. i kubaturze 500 metrów sześc. W Studio imienia Romany Bobrowskiej odbywają się również organizowane przez Radio Kraków koncerty, spektakle muzyczne oraz debaty polityczne i publicystyczne.